# Moord op Martin Luther King Jr.
Martin Luther King, een Amerikaanse geestelijke en mensenrechtenactivist, werd op 4 april 1968 doodgeschoten bij het Lorraine Motel in Memphis (Tennessee). Hij werd met spoed naar het St. Joseph's Hospital gebracht waar hij om 19:05 uur (CST) dood werd verklaard. Hij was een prominente leider van de Afro-Amerikaanse burgerrechtenbeweging, bekend door zijn geweldloze aanpak en burgerlijke ongehoorzaamheid, en winnaar van de Nobelprijs voor de Vrede.

## De moord
Op 4 april 1968, rond 18:01 uur, werd Martin Luther King Jr. neergeschoten terwijl hij op het balkon van zijn motelkamer in Memphis stond. Hij sprak op dat moment met mensen op de binnenplaats beneden. Zijn laatste woorden waren gericht aan muzikant Ben Branch, waarin hij vroeg om een lied te spelen tijdens een bijeenkomst die avond. King werd geraakt door een enkele kogel, die zijn rechterwang doorboorde en in zijn schouder terechtkwam. Hij verloor snel het bewustzijn en werd kort daarna door omstanders verzorgd.
Ongeveer twee minuten na de schietpartij werd het incident doorgegeven aan de politie. Om 18:09 uur werd King op een brancard gelegd en naar St. Joseph's Hospital gebracht, waar hij nog leefde maar bewusteloos was. Hij had, naast verwondingen in het gezicht en bovenlichaam, een zwakke hartslag en ademde onregelmatig. Ondanks medische inspanningen verslechterde zijn toestand. Om 19:05 uur werd Martin Luther King Jr. dood verklaard.

## Veroordeling verdachte
James Earl Ray, een ontsnapte gevangene uit de Missouri State Penitentiary, werd op 8 juni 1968 gearresteerd op London Heathrow Airport, uitgeleverd aan de Verenigde Staten en beschuldigd van het misdrijf. Op 10 maart 1969 pleitte hij schuldig en werd veroordeeld tot 99 jaar cel in de Brushy Mountain State Penitentiary. Hij heeft later veel pogingen gedaan om zijn schuldbekentenis in te trekken en voor een jury te komen maar dit is hem niet gelukt; hij stierf in gevangenschap op 23 april 1998 op 70-jarige leeftijd.

## Samenzweringstheorie
In de jaren na de veroordeling van James Earl Ray bleven er verschillende samenzweringstheorieën circuleren over de moord. Een van de meest prominente figuren die deze theorieën ondersteunde was Loyd Jowers, een restauranteigenaar in Memphis. Jowers beweerde dat hij betrokken was bij een complot om King te vermoorden, waarbij ook de maffia en elementen van de Amerikaanse overheid betrokken zouden zijn geweest. Volgens Jowers was James Earl Ray slechts een zondebok en niet de daadwerkelijke moordenaar.
In 1993 verscheen Jowers in een televisieprogramma waar hij zijn beweringen publiekelijk maakte. Deze beschuldigingen leidden tot een hernieuwde belangstelling voor de zaak en uiteindelijk tot een rechtszaak aangespannen door de familie King in 1998. De jury oordeelde dat Jowers en andere onbekende samenzweerders verantwoordelijk waren voor de moord, hoewel een later onderzoek door het Amerikaanse ministerie van Justitie geen bewijs vond om deze beweringen te ondersteunen.